# Liste der Bodendenkmäler in Tüßling
Auf dieser Seite sind die Bodendenkmäler in dem oberbayerischen Markt Tüßling zusammengestellt. Diese Tabelle ist eine Teilliste der Liste der Bodendenkmäler in Bayern. Grundlage ist die Bayerische Denkmalliste, die auf Basis des Bayerischen Denkmalschutzgesetzes vom 1. Oktober 1973 erstmals erstellt wurde und seither durch das Bayerische Landesamt für Denkmalpflege geführt wird. Die folgenden Angaben ersetzen nicht die rechtsverbindliche Auskunft der Denkmalschutzbehörde.

## Bodendenkmäler der Gemeinde

### Bodendenkmäler in der Gemarkung Mörmoosen
| Lage                 | Objekt | Akten-Nr.     | Bild                                              |
| -------------------- | --- | ------------- | ------------------------------------------------- |
| Mörmoosen (Standort) | Burgstall des Mittelalters und der frühen Neuzeit (Pflegschloss Mörmoosen) sowie untertägige spätmittelalterliche und frühneuzeitliche Befunde im Bereich der ehemalige Schlosskapelle. Siehe auch: Schloss Mörmoosen | D-1-7841-0039 | Burgstall des Mittelalters und der frühen Neuzeit |

### Bodendenkmäler in der Gemarkung Tüßling
| Lage                             | Objekt | Akten-Nr.     | Bild           |
| -------------------------------- | --- | ------------- | -------------- |
| Tüßling (Standort)               | Abgegangene Kirche des Mittelalters und der frühen Neuzeit (St. Georg) mit zugehörigem Friedhof sowie Körpergräber und Siedlung vor- und frühgeschichtlicher Zeitstellung. Siehe auch: Neuzeit | D-1-7741-0139 |                |
| Tüßling (Standort)               | Verebnete Grabhügel vorgeschichtlicher Zeitstellung. | D-1-7741-0172 |                |
| Tüßling (Standort)               | Siedlung oder Brandgräber der römischen Kaiserzeit. Siehe auch: Römische Kaiserzeit | D-1-7741-0175 |                |
| Tüßling (Standort)               | Siedlung der römischen Kaiserzeit. | D-1-7741-0176 |                |
| Tüßling Marktplatz 1 (Standort)  | Untertägige mittelalterliche und frühneuzeitliche Befunde im Bereich von Schloss Tüssling und seiner Vorgängerbauten mit barocken Gartenanlagen. Siehe auch: Schloss Tüßling                   | D-1-7741-0219 | weitere Bilder |
| Tüßling (Standort)               | Untertägige mittelalterliche und frühneuzeitliche Siedlungsteile der historischen Marktsiedlung Tüßling.                                                                                       | D-1-7741-0220 |                |
| Tüßling (Standort)               | Untertägige spätmittelalterliche und frühneuzeitliche Befunde im Bereich der Katholischen Wallfahrtskirche Unschuldige Kindlein in Heiligenstatt und ihres Vorgängerbaus.                      | D-1-7741-0221 | weitere Bilder |
| Tüßling Marktplatz 40 (Standort) | Untertägige frühneuzeitliche Befunde im Bereich der Katholischen Pfarrkirche St. Georg in Tüßling.                                                                                             | D-1-7741-0261 | weitere Bilder |

### Bodendenkmäler in der Gemarkung Unterburgkirchen
| Lage                        | Objekt | Akten-Nr.     | Bild           |
| --------------------------- | --- | ------------- | -------------- |
| Unterburgkirchen (Standort) | Körpergräber vor- und frühgeschichtlicher Zeitstellung. Siehe auch: Körpergrab | D-1-7741-0006 |                |
| Unterburgkirchen (Standort) | Burgstall des hohen oder späten Mittelalters. Siehe auch: Burgstall Troßmating | D-1-7741-0007 |                |
| Unterburgkirchen (Standort) | Siedlung vor- und frühgeschichtlicher Zeitstellung. | D-1-7741-0025 |                |
| Unterburgkirchen (Standort) | Brandgräber der Bronzezeit. Siehe auch: Brandgrab, Bronzezeit | D-1-7741-0112 |                |
| Unterburgkirchen (Standort) | Burgstall des hohen oder späten Mittelalters (Streitberg). | D-1-7741-0124 |                |
| Unterburgkirchen (Standort) | Bestattungsplatz der späten Hallstattzeit sowie Siedlung der Späthallstatt-Frühlatènezeit und der mittleren bis späten Latènezeit. Siehe auch: Hallstattzeit, Latènezeit                                      | D-1-7741-0127 |                |
| Unterburgkirchen (Standort) | Grabhügel vorgeschichtlicher Zeitstellung und Brandgräber der jüngeren Urnenfelderzeit. Siehe auch: Hügelgrab, Urnenfelderzeit                                                                                | D-1-7741-0129 |                |
| Unterburgkirchen (Standort) | Siedlung der Urnenfelderzeit und Siedlung der Latènezeit. | D-1-7741-0185 |                |
| Unterburgkirchen (Standort) | Verebnete Grabhügel vorgeschichtlicher Zeitstellung. | D-1-7741-0204 |                |
| Unterburgkirchen (Standort) | Untertägige mittelalterliche und frühneuzeitliche Befunde im Bereich der Katholischen Pfarrkirche St. Rupertus in Burgkirchen a. Wald und ihres Vorgängerbaus. Siehe auch: St. Rupertus (Burgkirchen am Wald) | D-1-7741-0205 | weitere Bilder |
| Unterburgkirchen (Standort) | Burgstall des älteren oder hohen Mittelalters sowie Siedlung und Handwerksplatz des späten Mittelalters. | D-1-7741-0208 |                |
| Unterburgkirchen (Standort) | Siedlung des Mittel- oder Jungneolithikums. Siehe auch: neolithikum | D-1-7741-0259 |                |